# Prem Nath

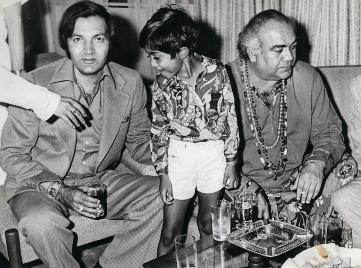
Prem Nath

Prem Nath, nato Premnath Malhotra (Peshawar, 21 novembre 1926 – Mumbai, 3 novembre 1992), è stato un attore e regista indiano.

## Filmografia
Attore (lista parziale)

- Aag, regia di Raj Kapoor (1948)
- Badal, regia di Amiya Chakravarty (1951)
- Aan, regia di Mehboob Khan (1952)
- Aurat, regia di Bhagwan Das Varma (1953)
- Teesri Manzil, regia di Vijay Anand (1966)
- Maya (1967) - Serie TV
- Kenner, regia di Steve Sekely (1969)
- Johny Mera Naam, regia di Vijay Anand (1970)
- Tere Mere Sapne, regia di Vijay Anand (1971)
- Shor, regia di Manoj Kumar (1972)
- Bobby, regia di Raj Kapoor (1973)
- Amir Garib, regia di Mohan Kumar (1974)
- Roti Kapada Aur Makaan, regia di Manoj Kumar (1974)
- Dharmatma, regia di Feroz Khan (1975)
- Kalicharan, regia di Subhash Ghai (1976)
- Desh Premee, regia di Manmohan Desai (1982)
- Hum Dono, regia di B.S. Glaad (1985)

Regista
- Prisoner of Golconda (1954)
- Samundar (1957)